# Sperlonga
Sperlonga ist eine italienische Gemeinde in der Provinz Latina in der Region Latium mit 3042 Einwohnern (Stand 31. Dezember 2023) und ist Mitglied der Vereinigung I borghi più belli d’Italia (Die schönsten Orte Italiens).

## Geographie

Lage von Sperlonga in der Provinz Latina

Sperlonga liegt 129 km südöstlich von Rom, 38 km südöstlich von Latina und 117 km nordwestlich von Neapel an der Küste des Tyrrhenischen Meers.
Der historische Ortskern liegt in malerischer Lage auf einem Felssporn, einem Ausläufer der Monti Aurunci, der über die Küstenlinie ins Meer ragt. Der Ortskern ist nur zu Fuß begehbar, da er aus kleinen Gassen mit vielen Treppen besteht.
Das Gemeindegebiet hat im Norden und Osten Anteil an den Monti Aurunci, die östlich Sperlongas die Küste erreichen und eine Steilküste bilden. Das neue Sperlonga befindet sich auf einer Ebene westlich der Altstadt, zu der mehrere Treppen, Aufgänge und eine Straße hinauf führen und dehnt sich in die Ebene von Fondi aus, die überdies noch intensiv landwirtschaftlich genutzt wird. Hier befinden sich der Lago San Puoto, ein Karstsee mit Süßwasser und der Lago Lungo, ein Küstensee mit wechselndem Salzgehalt. Beide Seen sind durch einen Kanal verbunden. Östlich der Altstadt, vom Hafen aus, führt ein breiter Sandstrand bis zur Grotte des Tiberius Grotta di Tiberio, danach wird die Küste in Richtung Gaeta felsig. Das Gemeindegebiet erstreckt sich von 0 bis 489 m s.l.m.
Die Gemeinde liegt in der Erdbebenzone 2 (mittel gefährdet).
Die relevanten Nachbargemeinden sind im Norden Fondi, im Westen Terracina, im Osten Itri und im Süd-Osten Gaeta. Bei klarem Wetter sieht man am südlichen Horizont Ponza, Hauptinsel der Pontinischen Inseln, alle diese gehören ebenfalls zur Provinz Latina.

## Geschichte

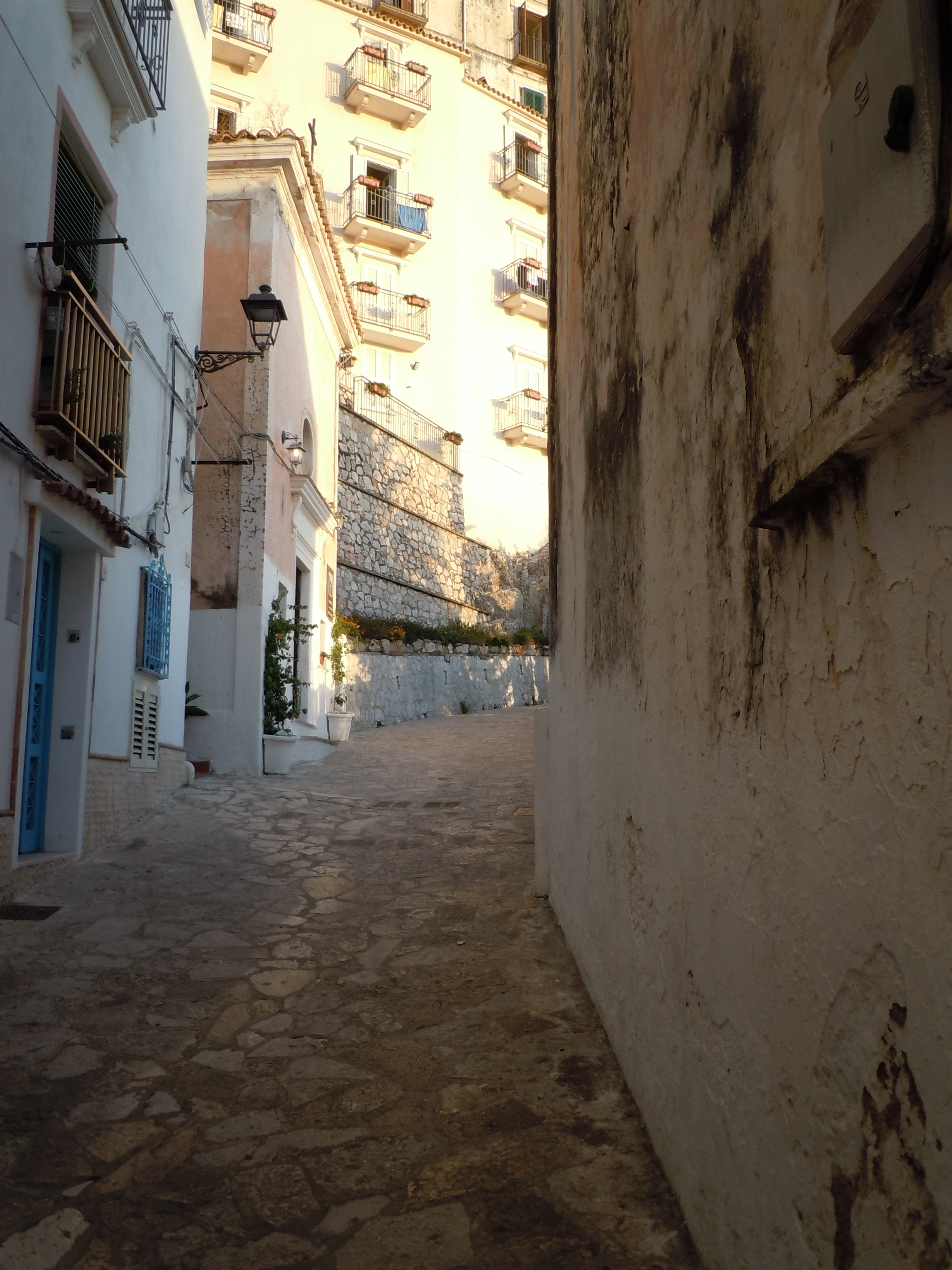
Gasse mit Aufgang zur Altstadt

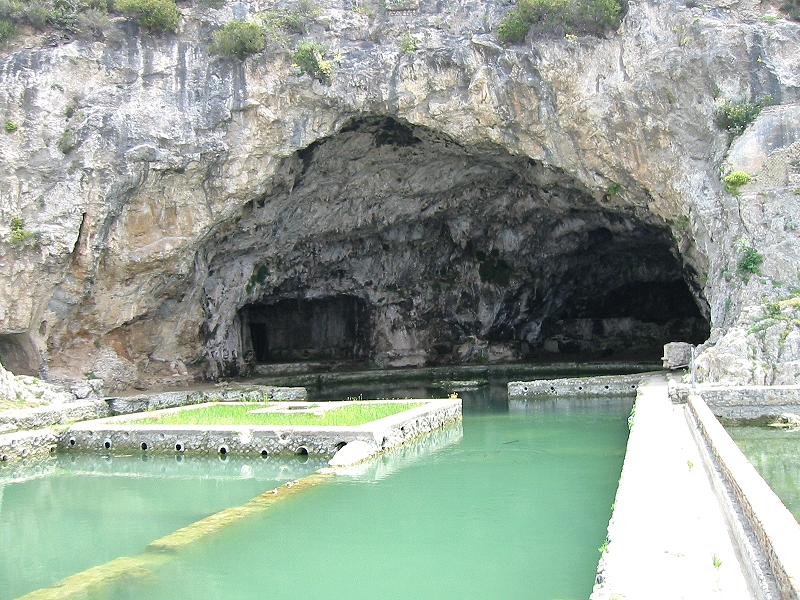
Grotte des Tiberius

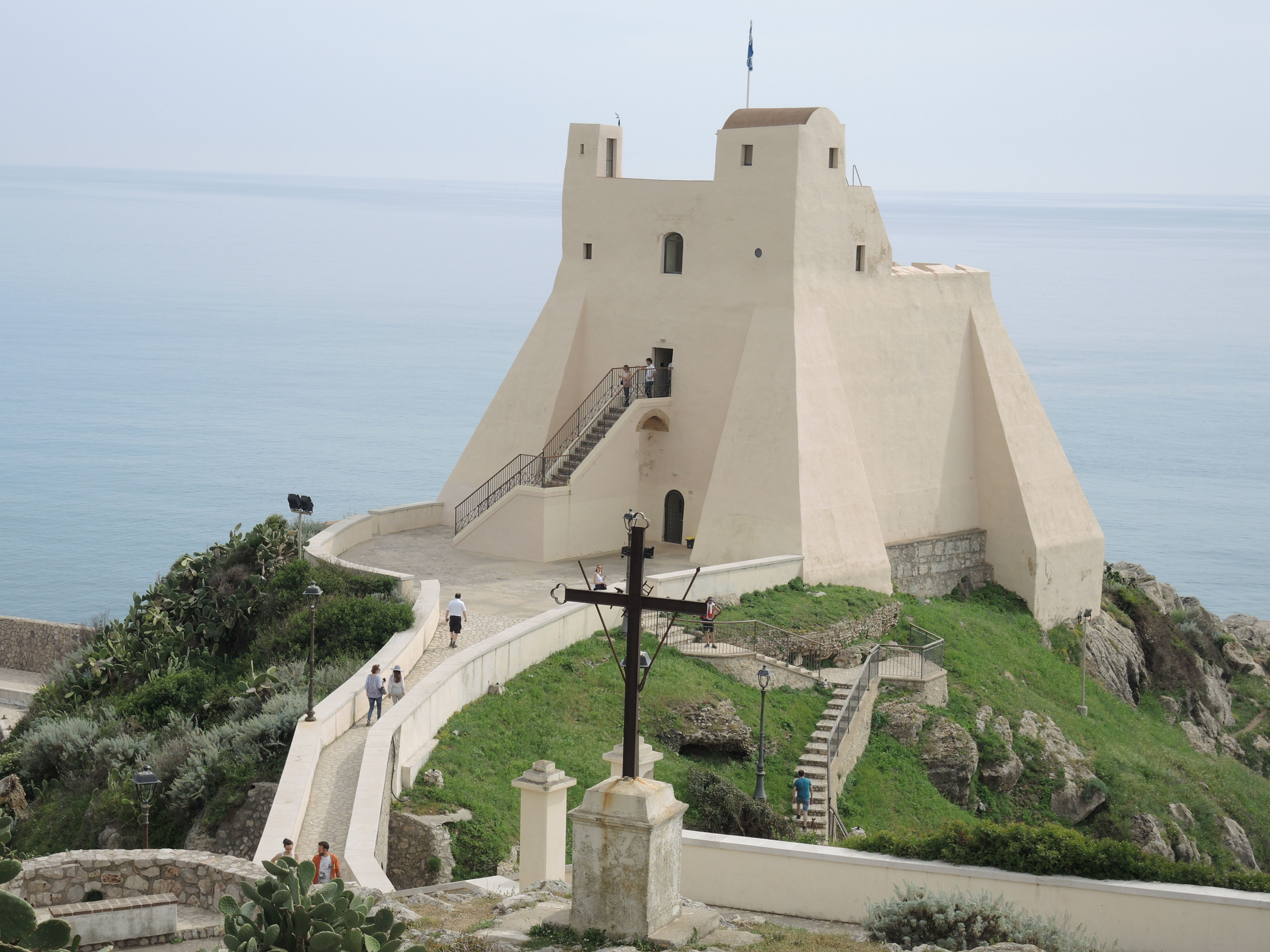
Die Torre Truglia

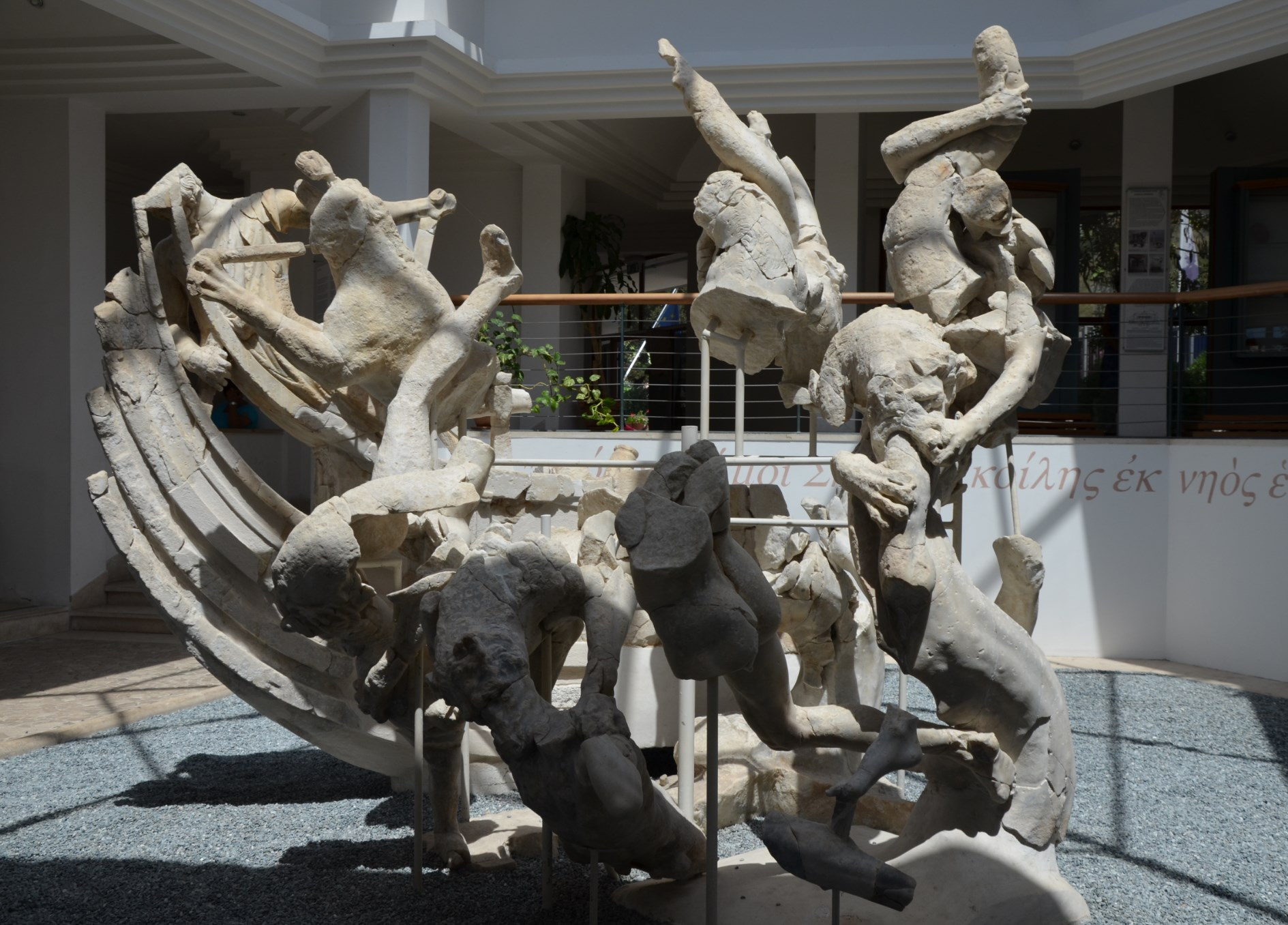
Skylla und Charybdis-Gruppe

Die lange Geschichte des Ortes zeigt sich in antiken römischen Villen und einer Höhle, die in den lokalen Geschichten mit dem römischen Kaiser Tiberius in Zusammenhang gebracht wird. Daneben gibt es eine sehenswerte mittelalterliche Altstadt, ursprünglich als Festung angelegt.
Heute ist Sperlonga eine touristische Sehenswürdigkeit. Besonders die Tiberius-Grotte mit ihren Ausgrabungen ist hervorzuheben.
In dieser Grotte, in der Tiberius der Überlieferung nach dekadente Gastmähler abgehalten hat, wurde ein kunsthistorisch äußerst wichtiger Fund gemacht: eine überdimensionierte Figurengruppe, die Odysseus im Kampf mit den Meeresungeheuern Skylla und Charybdis darstellt, geschaffen von dem großen Polydoros, von dem auch die berühmte Laokoon-Gruppe stammt.
Das dominante Fortifikationsgebäude auf dem Felsvorsprung am Hafen, die Torre Truglia, wurde 1532 auf den Fundamenten eines römischen Turms erbaut. Die strategische Position hat ihr verschiedene Zerstörungen beschert: 1532 durch Piraten, wieder aufgebaut 1611 und 1623 durch Türken erneut zerstört. Bis in die 1970er Jahre befand sich eine Kaserne der Finanzpolizei Guardia di Finanza in der Fortifikation, deren Hauptaufgabe das Sichten und Abfangen von Schmugglerbooten war.
Als Urlaubsziel wurde Sperlonga in den 1950er Jahren bei der Römischen Schickeria populär, da der Fußballer und Schauspieler Raf Vallone, der zum damaligen Jetset gehörte, sich eine Villa kaufte und in den Ort zog. Dies zog auch zahlreiche Filmsets in den Ort nach sich.

## Bevölkerung

### Bevölkerungsentwicklung
| Jahr      | 1871 | 1901 | 1921 | 1936 | 1951 | 1971 | 1991 | 2001 | 2011 |
| Einwohner | 1575 | 1933 | 2446 | 2647 | 2823 | 3493 | 3400 | 3102 | 3326 |

Quelle ISTAT

### Dialekt
Sperlonga liegt etwa zehn Kilometer südlich der ehemaligen Grenze des alten Vatikanstaates, dessen Grenze noch heute durch einen Grenzstein auf der Landstraße zwischen Terracina und Fondi sichtbar ist. Sperlonga ist auch daher – südlich von Terracina – der erste Ort, dessen Dialekt in der Aussprache des Italienischen in den Raum der neapolitanischen Mundart gehört. In Terracina hört man noch den Einfluss des Dialektes von Rom.

## Politik
Armando Cusani (Forza Italia) wurde im Juni 2016 mit 58,00 % der Stimmen zum Bürgermeister gewählt und löste seinen Parteifreund Rocco Scalingi ab, der seit 2006 im Amt war und am 5. Juli 2015 verstarb. Seine Bürgerliste Lista Cusani erhielt acht der 12 Gemeinderatssitze.
Cusani war bereits 1997 bis 2006 Bürgermeister von Sperlonga und 2004 bis 2014 Präsident der Provinz Latina. Wegen einer Verurteilung wegen Amtsmissbrauch zu 20 Monaten Haft mit Bewährung wurde er im November 2013 von diesem Amt suspendiert.

## Infrastruktur

### Tourismus
Der lange Strand mit seinem sehr feinen Sand ist Anziehungspunkt für Touristen und Naherholungsuchende aus der Region bis nach Rom. Dagegen ist die Felsenküste ein beliebtes Ziel zum Sportklettern.
1972 wurde ein Freizeithafen eröffnet.

### Verkehr
- Sperlonga wird entlang der Küste von der SR 213 Via Flacca durchquert, die von Terracina nach Formia führt.
- Der nächste Bahnhof liegt in 8 km Entfernung in Formia an der Bahnstrecke Roma–Formia–Napoli.
- Der Bahnhof Fondi-Sperlonga an der Bahnstrecke Roma–Formia–Napoli liegt 12 km nördlich des Ortszentrums, er ist außerdem Haltepunkt der Regionalbahn FL6 von Roma Termini nach Minturno.